# マウシンラム
座標: 北緯25度17分 東経91度21分 / 北緯25.28度 東経91.35度
マウシンラム(Mawsynram)は、インド・メーガーラヤ州のカーシ山地にある村。シロンより56kmに位置する。
2009年現在「世界で最も湿った地」として知られ、39年間の年平均降水量は11872mmに達する。
ギネスブックによれば、1985年度の降水量は26000mmに達したとされる。ただし、この地域には信頼に足るデータを観測できる気象観測局が無いとの指摘もあり、アメリカ合衆国・ハワイ州カウアイ島のワイアレアレ山を世界で最も湿った地として認めるべきとの立場もある。
オックスフォード大学教授のニック・ミドルトン(Nick Middleton)はGoing to
Extremes (ISBN 0-330-49384-1)において滞在記を執筆し、マウシンラムの日常について記述している。

## 所在
マウシンラムはインド・メガラヤ州(25°18' N, 91°35' E)に位置し、標高は約
1400mである。峡谷のふもとに所在し、多雨度に関してライバル関係にあるチェラプンジは、直線距離で9-16km東に位置する。

## 降水
降水量は前述の通り極めて多く、かつ、降水量は年較差が比較的少ない。また、極めて霧が多く、晴天を望むことは少ない。しかしながら、降水量の多さでライバル関係にあるチェラプンジやカウアイ島のワイアレアレ山の降水量も安定しており、どちらの降水量が多いかとは一概にいえない。そのため、マウシンラムが1994年に世界で最も降水量が多い地として認定された際、チェラプンジの住民が強く憤慨したとの報道がなされた。極めて多雨であるために、気象学・気象災害学の興味を呼び、研究の対象ともなっている。モンスーン期の降雨量をプロットしたところ、10-20日程度の周期で降水量が変動していることが確認された。
| 年度 | チェラプンジの降水量 (mm) | マウシンラムの降水量 (mm) |
| ---- | ------------------------- | ------------------------- |
| 2002 | 12,262                    | 11,300                    |
| 2001 | 9,071                     | 10,765                    |
| 2000 | 11,221                    | 13,561                    |
| 1999 | 12,503                    | 13,444                    |
| 1998 | 14,536                    | 16,090                    |

出典: The Tribune, Chandigarh, Aug. 2003.
マウシンラムの多雨の原因は、主に3点が指摘されている。
- ベンガル湾の温暖多湿な大気がモンスーンの時期に広大な地域を北上する過程で、カーシ山地を超えるが、大気は狭隘な地域に集中する。結果として、濃密な湿度を持つ大気が狭隘な地域に集中する。
- カーシ山地はベンガル湾からの気流の回廊となっており、かつ気流を地表に沿って上昇させる。それに伴い、気流は冷却され、大気中の湿度が凝縮されて雨となる。
- モンスーンの時期にカーシ山地を越える気流は、上層大気によってほぼ常に上昇気流となっている。その為、断続的な降雨が発生する。

## 他
マウシンラムには、マウシンビン(Mawjymbuin)とよばれる洞窟が存在する。マウシンビンにはシヴァ神の宝塔(Shivalinga)を象ったかのような巨大な石筍や巨大な岩塔が立ち並び、シンパー・ロック(Symper Rock)とよばれる。